# Hemidactylus taylori
Espèce
Hemidactylus taylori est une espèce de geckos de la famille des Gekkonidae.

## Répartition
Cette espèce est endémique de Somalie.

## Étymologie
Cette espèce est nommée en l'honneur d'Edward Harrison Taylor.

## Publication originale
- Parker, 1932 : Two collections of amphibians and reptiles from British Somaliland. Proceedings of the Zoological Society of London, vol. 1932, p. 335-367.